# Mullewa Airport
Mullewa Airport är en flygplats i Australien. Den ligger i kommunen Mullewa och delstaten Western Australia, omkring 390 kilometer norr om delstatshuvudstaden Perth.
Trakten runt Mullewa Airport är nära nog obefolkad, med mindre än två invånare per kvadratkilometer.. Närmaste större samhälle är Mullewa, nära Mullewa Airport.
Omgivningarna runt Mullewa Airport är i huvudsak ett öppet busklandskap. Genomsnittlig årsnederbörd är 314 millimeter. Den regnigaste månaden är juni, med i genomsnitt 55 mm nederbörd, och den torraste är februari, med 6 mm nederbörd.